# ويليام وايت (قسيس)
ويليام وايت (بالإنجليزية: William White) هو قسيس أمريكي، ولد في 4 أبريل 1748 في فيلادلفيا في الولايات المتحدة، وتوفي في 17 يوليو 1836.

## وصلات خارجية
- ويليام وايت على موقع الموسوعة البريطانية (الإنجليزية)